# New Meadow
New Meadow – stadion piłkarski w Shrewsbury, Anglia. Z powodu umowy sponsorskiej nazywany obecnie Montgomery Waters Meadow. 